# Jean-Pierre Chaline
Pour les articles homonymes, voir Chaline.
Jean-Pierre Chaline, né le 18 décembre 1939 à Orléans, est un historien français contemporain, notamment spécialiste de l'histoire des sociétés savantes et de l'érudition locale, et de l'histoire de la Normandie.

## Biographie

### Origines et formation
Il est le père d’Olivier Chaline, lui-même historien (spécialiste notamment de l'Europe centrale à l'époque baroque ainsi que de l'histoire maritime et militaire), et époux de Nadine-Josette Chaline, elle aussi historienne.
Agrégé d’histoire (1963), il est docteur d'État ès lettres (1979).

### Carrière
Il est  professeur émérite à l'université Paris IV (Paris-Sorbonne). Il est également président de la Société de l'histoire de Normandie[Depuis quand ?], de la Société des Amis des monuments rouennais (depuis 1993), du Comité rouennais d'hommage à Jeanne d'Arc, membre depuis le 23 octobre 1976 de l'Académie des sciences, belles-lettres et arts de Rouen et dont il a été le président en 1983, rédacteur en chef de la revue Études normandes et codirecteur de la revue Histoire, économie et société.

## Distinctions

### Prix
- Prix Alfred Née de l'Académie française (1984)[4]
- Prix René Petiet de l'Académie française (1987)
- Prix Biguet de l'Académie française (1996)

### Décorations
- Chevalier de l'ordre des Arts et des Lettres, insignes reçues le 14 décembre 2015 de Luc Liogier, directeur régional des Affaires culturelles de Haute-Normandie[5].
- Commandeur de l'ordre des Palmes académiques

## Ouvrages
- Deux bourgeois en leur temps : documents sur la société rouennaise du XIXe siècle, Picard, 1977 (ISBN 2708406523) ;
- Les Bourgeois de Rouen : Une élite urbaine au XIXe siècle, Paris, Presses de Sciences Po, 1982  (ISBN 2724604695), prix Alfred-Née de l’Académie française en 1984 ;
- La France au XIXe siècle, 1814-1914, avec Dominique Barjot et André Encrevé, Paris, PUF, 1995 ;
- Sociabilité et érudition : Les sociétés savantes, XIXe et XXe siècles, Éditions du CTHS, 1995, 270 p. (ISBN 978-2-7355-0310-0) ;
- avec Hubert Bonin, Le Crédit industriel de Normandie, Rouen, 1996, 95 p. ;
- La Restauration, Paris, Presses universitaires de France, coll. « Que sais-je ? (no 1214) », 1998 (ISBN 2130488366) ;
- Les Sociétés savantes, Aubier Montaigne, 1999 (ISBN 2700722493) ;
- avec Anne-Marie Sohn (dir.), Dictionnaire des parlementaires de Haute-Normandie 1871-1940, Rouen, Publications de l'Université de Rouen, 2000, 352 p., 24×16 cm (ISBN 2-87775-294-1) ;
- Lycées et lycéens normands au XIXe siècle, Rouen, Société de l'histoire de Normandie, 2003 (ISBN 2853510123) ;
- Rouen, intelligence d'une ville, Ouest-France, 2004 (ISBN 2737334306) ;
- Les Académies en Europe, XIXe – XXe siècles, Paris, Université Paris-Sorbonne, Centre de recherches en histoire du XIXe siècle, 2008, 159 p. (ISBN 9782853510134) ;
- avec Jean-Pierre Babelon et Jacques Marseille, Mécénat des dynasties industrielles et commerciales, Paris, Perrin, 2008, 267 p. (ISBN 9782262028077) ;
- Les Dynasties normandes, Paris, Perrin, 2009, 535 p. (ISBN 978-2-262-01703-3) ;
- Églises et chapelles de Rouen : un patrimoine à (re)découvrir, Rouen, Amis des monuments rouennais, 2017, 252 p. (ISBN 978-2-918609-10-0)
- Jean-Pierre Chaline (dir.), La Grande Guerre des assiettes, Paris, Presses de l'Université Paris-Sorbonne, coll. « Mondes contemporains », 2016, 406 p. (ISBN 9791023105438, OCLC 972534172)